# Palača Kinský, Praga
'Palača Kinský (češko Palác Kinských) je nekdanja palača in zdaj muzej umetnosti. Je v Starem mestu v Pragi v Češki.

## Zgodovina
Palača je bila v 18. stoletju zgrajena za družino Golz. Zasnoval jo je Kilian Ignac Dientzenhofer. Zgrajena je v rokokojskem slogu. Zunanjost je štukatura. Pobarvana je rožnato in belo. Na zunanji strani so kipi, delo Ignaca Franza Platzerja, in so klasični elementi. Leta 1768 je Stepan Kinský kupil hišo od Golza. Oče Franza Kafke, Hermann Kafka, je imel v njej trgovino z moškimi oblačili in svojo trgovino. Bila je v pritličju. Franz Kafka je v palači obiskoval srednjo šolo od leta 1893 do leta 1901.  
Klement Gottwald je leta 1948 z balkona palače pozdravljal ljudi, kar je februarja pripeljalo do češkoslovaškega komunističnega državnega udara. 

## Danes
Palača je danes umetniški muzej pod okriljem Narodne galerije v Pragi.

## Pomen palače Kinský v zgodovini
9. junij 1843 je bila v palači rojena Bertha von Suttner, ki je bila tajnica Alfreda Nobela. Leta 1905 je kot prva ženska prejela Nobelovo nagrado za mir.
V poznem 19. stoletju je bila v stavbi nemška gimnazija, ki jo je med letoma 1893 in 1901 obiskoval Franz Kafka in desetletje pozneje Francis R. Kraus.
Leta 1948 je palača igrala pomembno vlogo v komunistični propagandi. 25. februarja je imel z balkona Klement Gottwald svoj zgodovinski govor, ki ga je začel z besedami: "Pravkar sem se vrnil z gradu ..." Z balkona palače Kinský je Gottwald  govoril tudi štiri dni prej, 21. februarja. Z njim bil tudi Vladimir Clementis, ki so ju skupaj ujeli na fotografiji. Ko je bil Clementis obtožen poskusa zarote in usmrčen, je postala fotografija nezaželena za komunistični režim in jo je bilo treba retuširati. Fotografija se je pogosto uporabljala v propagandne namene, a je bil na njen viden samo klobuk na ozadju fasade palače. 
Leta 1949 je postala palača Kinský sedež grafičnih zbirk Narodne galerije v Pragi. Leta 1992 je bila skupaj s Staromestnim trgom razglašena za državni spomenik. V njej je zdaj zbirka Narodne galerije Umetnost Azije in antičnega Sredozemlja.